# Sulpicius Severus

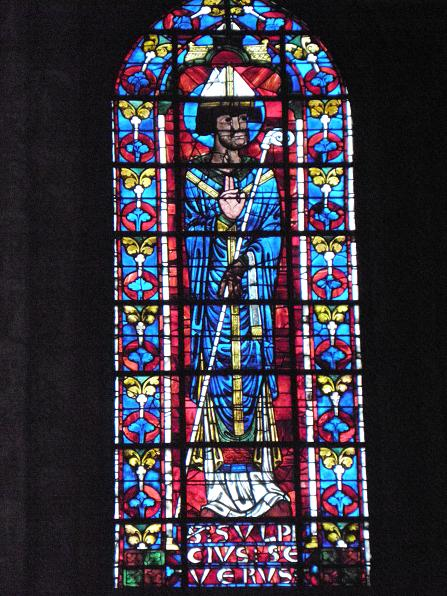
Glas-in-loodraam van Sulpicius Severus in de Kathedraal van Bourges

Sulpicius Severus (Aquitanië, 363 - Zuid Gallië, tussen 420 en 425) was een christelijke schrijver uit Aquitanië. Hij is vooral bekend geworden door de eerste hagiografie over de heilige Maarten van Tours die van zijn hand komt.

## Leven
Van het leven van Severus zijn alleen zaken bekend die in zijn eigen werken terugkomen en uit passages van brieven van zijn vriend Paulinus, bisschop van Nola. Severus had rijke ouders en hij genoot goed onderwijs. Hij studeerde rechten en werd een rechtvaardige advocaat; zijn kennis van het Romeinse recht komt in zijn werken terug. 
Later werd hij beïnvloed door Maarten, bisschop van Tours. Hij wijdde zijn rijkdom aan de christelijke arme bevolking en zette zijn eigen leven in het teken van goede werken en meditatie. Zijn vader keurde dit sterk af, maar zijn schoonmoeder moedigde hem hierin juist aan. Hij nam de woorden van Paulinus ter harte door met zijn vader te breken, Christus te volgen en de leer van 'de vissers' (apostelen) ver boven die van Tullio te stellen.
In de kerk werd zijn hoogste rang presbyter (priester), maar daarvan zijn geen details bekend. Er wordt gezegd dat hij, aan het eind van zijn leven, werd meegesleept door het pelagianisme, de leer van Pelagius. Hij leefde lange tijd in de buurt van Toulouse waar hij diverse literaire werken voor zichzelf schreef die in het teken van het christendom stonden.

## Werken

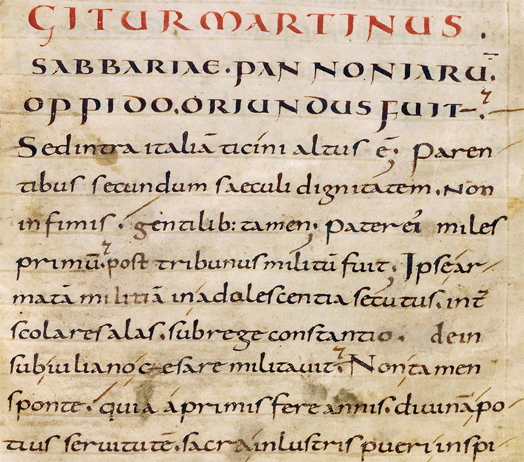
Fragment uit een manuscript in Karolingische minuskelschrift van Het leven van Sint-Maarten

### Het leven van Sint-Maarten
Vooral in de middeleeuwen was Sulpicius' hagiografie over Sint-Maarten, die in 397 gestorven was, zeer bekend en beroemd. Doordat Severus Maarten van Tours persoonlijk goed gekend had, wordt deze levensbeschrijving als het meest betrouwbare werk over de heilige gezien. Zij biedt ook een belangrijk inzicht in het begin van de geschiedenis van monniken in Europa.

### De Heilige Geschiedenis
In 403 schreef Severus Chronica, Chronicorum Libri duo of Historia sacra, waarin hij de geschiedenis van de wereld beschrijft vanaf de totstandkoming tot zijn tijd. Voor dit boek had hij aan verschillende mensen historische informatie gevraagd, waaronder Paulinus van Nola. 
Ook baseerde hij zich op het Nieuwe Testament van de Bijbel. 
Het boek werd als schoolboek gebruikt in Europa, en biedt o.a. veel informatie over het Arianisme en het Priscillianisme en ook over Gallië.

## Nederlandse vertalingen
- Sulpicius Severus. Het leven van Sint-Maarten, vertaald door Patrick Lateur, 1997. ISBN 902093225X
- Sulpicius Severus. Het leven van de heilige Martinus, vertaald door Peter Nissen en Els Rose, 1997. ISBN 9789024293124